# Charlotte (Maine)
Charlotte es un pueblo ubicado en el condado de Washington en el estado estadounidense de Maine. En el Censo de 2010 tenía una población de 332 habitantes y una densidad poblacional de 3,8 personas por km².

## Geografía
Charlotte se encuentra ubicado en las coordenadas 45°0′39″N 67°16′23″O / 45.01083, -67.27306. Según la Oficina del Censo de los Estados Unidos, Charlotte tiene una superficie total de 87.41 km², de la cual 80.25 km² corresponden a tierra firme y (8.18%) 7.15 km² es agua.

## Demografía
Según el censo de 2010, había 332 personas residiendo en Charlotte. La densidad de población era de 3,8 hab./km². De los 332 habitantes, Charlotte estaba compuesto por el 93.98% blancos, el 0% eran afroamericanos, el 3.01% eran amerindios, el 0% eran asiáticos, el 0% eran isleños del Pacífico, el 0% eran de otras razas y el 3.01% pertenecían a dos o más razas. Del total de la población el 0.9% eran hispanos o latinos de cualquier raza.